# Суруч (водогін)
Водогін Суруч (тур. Suruç Tüneli) — тунель-водогін, розташований у районі Суруч, провінція Шанлиурфа, південно-східна Туреччина. Мета тунелю — забезпечення зрошення долини Суруч з водосховища Ататюрк. Довжина тунелю — 17.185 км, це найдовший тунель Туреччини

## Технічні характеристики
Водогін було замовлено до спорудження Державними гідротехнічними спорудами (DSI). Контракт на спорудження укладено 25 грудня 2008 року з Ilci Construction Inc Будівельні роботи на висоті 580 м над рівнем моря почалися 18 березня 2009 року проходка тунелю здійснювалася прохідницьким комбайном (TBM) з різальним щитом у діаметрі 7,83 м TBM був доставлений з Італії на 300 причепах, а його збірка завершена за дванадцять місяців 21 серпня 2010 року. Синхронно з проходкою, відбувалось облицювання внутрішніх стінок тунелю  30 см збірними залізобетонними шестикутниками Середньодобова проходка склала 30-40 м Водогін має середній похил 0,49% проходячи формацію Газіантеп еоценового і олігоценового віку.

## Економіка
Кошторисна вартість будівництва близько 2 млрд турецьких лір В рамках проекту Південно-Східна Анатолія , водогоном постачається вода на сільськогосподарські угіддя площею близько 950 км² у долину Суруч і до 134 населених місць з внутрішнім діаметром 7 м, водогін має пропускну здатність 90 м³/с,  Передбачається, що проект створить робочі місця як найменш для 190000 осіб в регіоні  Міністр лісового та водного господарства Вейсел Ероглу заявив, що щорічний внесок в економіку країни складе 270 млн. турецьких лір на рік